# Noreppa fassli
Noreppa fassli är en fjärilsart som beskrevs av Johannes Karl Max Röber 1914. Noreppa fassli ingår i släktet Noreppa och familjen praktfjärilar. Inga underarter finns listade i Catalogue of Life.